# Ladislav Kuna
Ladislav Kuna (ur. 4 marca 1947 w Hlohovec, zm. 1 lutego 2012) – czechosłowacki piłkarz grający na pozycji pomocnika. Gracz brał udział w Mistrzostwach Świata w 1970 roku.